# Burtscheid (Nadrenia-Palatynat)
Burtscheid – miejscowość i gmina w Niemczech, w kraju związkowym Nadrenia-Palatynat, w powiecie Bernkastel-Wittlich, wchodzi w skład gminy związkowej Thalfang am Erbeskopf. 